# Làng tôi (Văn Cao)
Làng tôi là một bài hát được nhạc sĩ Văn Cao sáng tác.

## Sáng tác
Làng tôi được tác giả Văn Cao sáng tác vào năm 1947. Nhạc sĩ Văn Cao dành tặng bài hát cho người vợ của mình.

## Nội dung
Bài hát mô tả cảnh làng quê Việt Nam đang sống trong yên vui, thanh bình thì quân Pháp tràn đến đốt phá, tàn sát người dân lành. Với lòng căm thù giặc, quân và nhân dân đã dũng cảm chiến đấu bảo vệ quê hương, tin tưởng mãnh liệt vào ngày mai chiến thắng.

## Cấu trúc
Bái hát được viết ở nhịp 6/8, âm nhạc nhịp nhàng, sâu lắng, giàu tình cảm, bố cục gọn gàng, chặt chẽ. Nét nhạc chủ đạo phỏng theo nhịp điệu đung đưa của tiếng chuông nhà thờ. Bài hát gồm có 3 lời, như một câu chuyện kể có mở đầu, có dẫn dắt tình tiết và có phần kết thúc đầy lạc quan và tin tưởng.

## Đón nhận
Làng tôi là một trong số những bài hát hay được sáng tác trong thời kỳ kháng chiến chống thực dân Pháp. Cho tới ngày nay, giá trị nghệ thuật của bài ca vẫn còn nguyên vẹn.